# Довгань Костянтин Андрійович
Костянти́н Андрі́йович Довга́нь (1902 (за іншими даними 1892) — 13 липня 1937 — український книгознавець, літературний критик, бібліограф.

## Життєпис
Закінчив Київський ІНО, від 1926 року працював секретарем кабінету читачівства Українського наукового Інституту книгознавства в Києві; на початку 1930-х очолював його філію у Харкові, одночасно був секретарем журналу «Критика» (Харків).
Був в числі головних погромників українського книгознавства, в критиці підтримував ортодоксально-марксистський напрям, негативно оцінював творчість низки письменників, серед них — неокласиків. Використовував для їх характеризування звичні для критичної літератури того часу такі терміни й означення, як «фашистські курси історії української літератури Зерова, Дорошкевича та ін., побудовані на засадах єфремовщини», «факти активізації українського фашизму в літературі й літературознавстві».
Укладач бібліографічного покажчика статей і рецензій до збірки «Іван Франко» (Київ, 1926), автор розвідок
- «До питання про соціальну функцію книги» (1931),
- «Проти еклектики та ревізіонізму в книгознавстві за більшовицьке переозброєння» (1932),
- «Принципи критико-бібліографічної оцінки» (1934)

- публікацій «На давніх позиціях (Про сучасну українську літературну мову)» («Життя і революція», 1925, № 11)
- «Літературна критика і проблема читача» («Критика», 1928, № 3)
- «Українська література і масовий читач» («Критика», 1928, № 8)
- «Соціальна функція літератури і проблема читачівства» («Критика», 1929, № 7-8)
- «За марксистське книгознавство» («Критика», 1930, № 7–8)
- «Класова боротьба на книгознавчо-бібліографічному фронті» («Критика», 1931, № 7–8)

У своїх дописах висував на перший план принципи партійності й класовості при оцінюванні друкованих видань.
3 листопада 1936 заарештований, засуджений до розстрілу як активний учасник контрреволюційної націонал-фашистської терористичної організації, що здійснила вбивство С. Кірова, та готувала наступні терористичні акти проти керівництва ВКП(б) й радянського уряду.
Посмертно реабілітований 1957 року.